# (100787) 1998 FW70
(100787) 1998 FW70 es un asteroide perteneciente al cinturón de asteroides descubierto el 20 de marzo de 1998 por el equipo del Lincoln Near-Earth Asteroid Research desde el Laboratorio Lincoln, Socorro, Nuevo México, Estados Unidos.

## Designación y nombre
Designado provisionalmente como 1998 FW70.

## Características orbitales
1998 FW70 está situado a una distancia media del Sol de 2,355 ua, pudiendo alejarse hasta 2,809 ua y acercarse hasta 1,901 ua. Su excentricidad es 0,192 y la inclinación orbital 6,999 grados. Emplea 1320,47 días en completar una órbita alrededor del Sol.

## Características físicas
La magnitud absoluta de 1998 FW70 es 15,9. 